# 北越急行HK100型電力動車組
HK100型電力動車組是日本北越急行所使用的一種單節式電力動車組，於1997年3月22日開始在新潟縣內的北北線投入服務。

## 概要
HK100型是由新潟鐵工所及其後的新潟運輸系統負責製造，於通車時引入9輛（其中活動對應車2輛），1998年4月引入1輛，2003年4月19日再有2輛（100番台）增造車投入服務。現在（2012年12月）北越急行共有12輛HK100型車輛（0番台10輛、100番台2輛）。
HK100型主要服務北北線普通及快速班次，一般都是以2輛編組運行，只有回送班次、臨時班次及團體班次才可能單輛運行。
由於北北線全線為單線，在2015年3月之前特急列車「白鷹」號開行時，一般班次在實際運行上會早於白鷹號班次開出，然後於待避站或號誌站讓較晚開出的特急班次越行或與對向班次交會。因此，為了不影響高速運行的「白鷹」號（最高160km/h）的運行，HK100型是少數擁有高加減速度（3.0km/h/s）和高速性能（110km/h）的地方私鐵普通列車用的車輛。

### 0番台

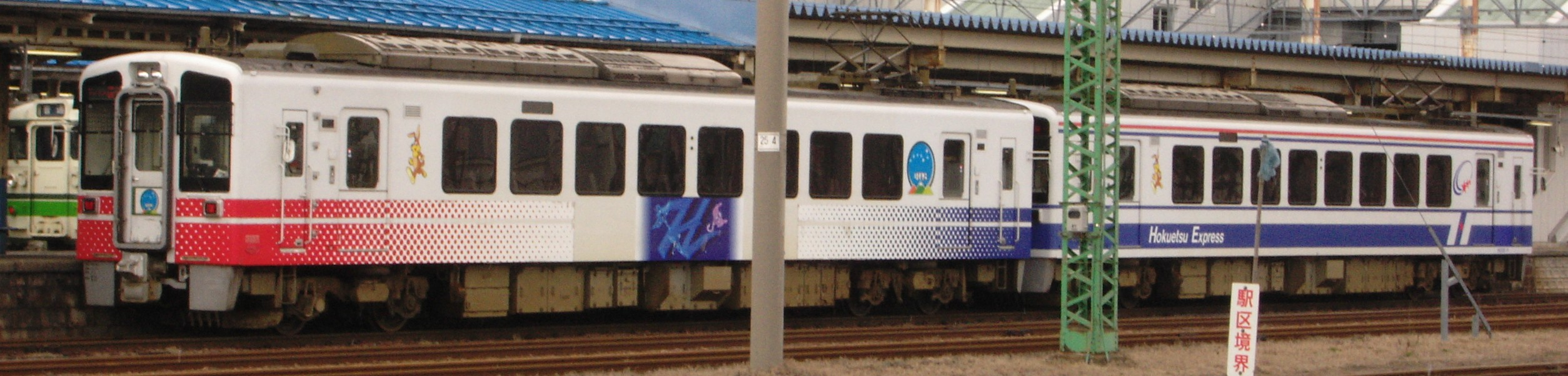
0番台「星空」號（左側，現已被改裝為「夢天空II」號，2007年2月24日攝於直江津站）

0番台車輛兩端均設有駕駛台，因此可以獨立運行，也容許一人控制。0番台車輛共有兩種，分別是普通車輛及活動用車輛（HK100-8、9）。兩種車輛在平日運用上沒有區別，但若有團體租用列車，則會優先使用活動用車輛。
2002年（平成14年）8月，HK100-9被改造為「星空」號。車輛在隧道內行駛時，車廂的天花板會放映星座天象儀。至於不想觀看的乘客，則可使用另一車廂。由於乘客對「星空」號的反應良好，故北越急行增造了100番台車輛「夢天空」號。
2008年，HK100-8、9被改造為「夢天空II」號。車廂內的投影器被更換為最新的設備，而車體外觀則被改為較接近100番台車輛的標準。

### 100番台

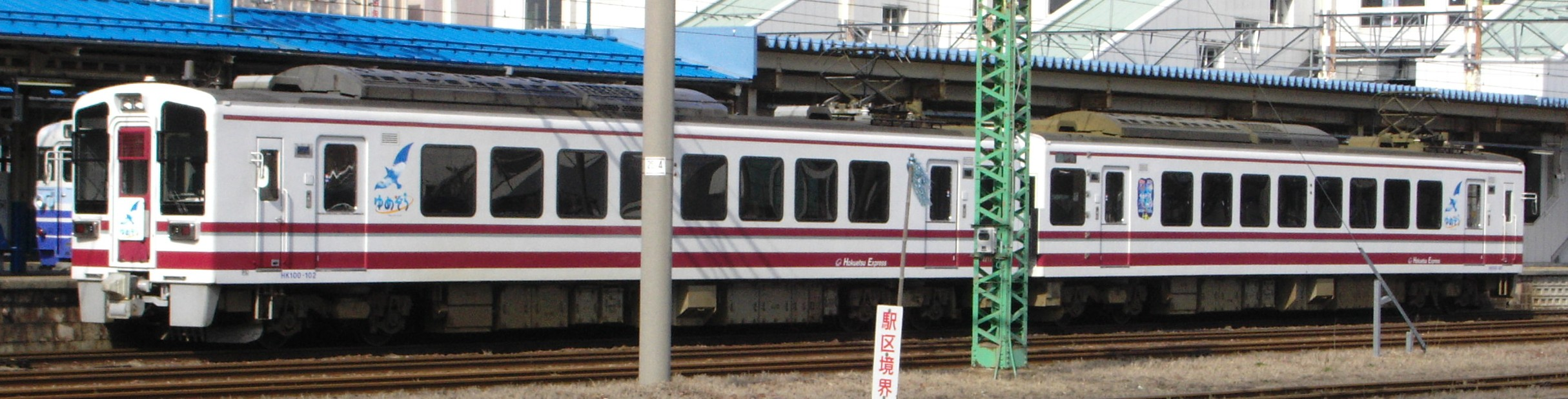
100番台「夢天空」號列車（2007年2月24日攝於直江津站）

100番台列車於2003年（平成15年）4月19日投入營運，隨了增強路線輸送能力外，也是根據前述「星空」號放映服務的反應，製造一列專用放映列車。被命名為「夢天空」號的100番台列車，是2輛固定編組的列車。由於不是車輛兩端均設有駕駛台，所以必須以2輛編組方式運行（可連結0番台車輛）。
外觀方面，100番台列車塗裝比較接近北越急行擁有的681系，以白色為基調加上三條紅色色帶。車廂方面，裝潢因為天井被利用於放映服務而採用較暗的色調，座位採用轉換式對向座位。而兩個車廂連接的部分則採用側式座位，且照明常開，供不想觀看的乘客使用。放映器材方面，六日町方向的HK100-101車廂安裝了7台DVD播放器及14台投影機，而犀潟方向的HK100-102則安裝了紫外光燈及6台投影機。和0番台「星空」號列車相同，列車於隧道路段行駛時進行放映。而相對於0番台「星空」號列車只播放星座天象儀，100番台列車設有5套影像（啟用初期為4套），按季節調整放映內容。
運用方面，平日與0番台共通運用（不播放影像），假日會在指定班次提供放映服務（也有服務不播放影像的班次）。100番台列車啟用後，0番台2輛車輛如前述也被改裝為「夢天空II」號，令車隊更容易應對提供放映服務的班次、臨時班次及團體專用班次等特別班次。

## 外部連結
- 北越急行株式會社（页面存档备份，存于）（日語）